# Gaietana Lluró i Morcillo
Gaietana Lluró i Morcillo, més coneguda amb el seu nom d'artista Tana Lluró (Barcelona, 9 de desembre de 1890 - Barcelona, 25 de novembre de 1967) va ser una soprano o tiple catalana de sarsuela, molt popular sobretot a la dècada dels anys 1920.
Fou filla d'Antoni Lluró, de Mataró, i de Gaietana Morcillo, també mataronina. Va ser alumna de música d'Enric Granados, de Frank Marshall i també d'Amadeu Vives. La seva professora de cant va ser Caridad Herrera.
Va debutar el 1908 als disset anys. Va actuar en molts teatres de sarsuela. Fins i tot va actuar un parell de vegades al Gran Teatre del Liceu, interpretant el paper de Micaela, de l'òpera Carmen, de Georges Bizet. L'any 1917 va estrenar al teatre Tivoli l'opereta Luzbel de Padilla i el 1918 al teatre Ruzafa de València El canto de las sirenas de Miguel Asensi La temporada de 1921-22 formava part de la compañía de Emili Sagi i Barba i la seva muller Luisa Vela. També la trobem sent cap de cartell de temporades de sarsuela dels teatres Novetats, Tívoli, Nou i Victòria.
Van ser memorables les seves interpretacions a les sarsueles Maruxa, Los Cadetes de la Reina, Balada de Carnaval –«un èxit clamorós»–, El pájaro azul, La Dogaresa, Cançó d'amor i de guerra, Felip Derblay, etc. Va formar part de l'elenc que va estrenar Maruxa.
Va retirar-se de l'escena el 1931 i dedicar-se a l'ensenyament. Va morir el 1967 als 76 anys.

## Discografia
- La montería, duo amb Frederic Caballé, 1923, Gramophone BS-859
- Desespero de Pilar, solo, 1924, Gramophone BS-1426[8]
- La sarsuela catalana: les nostres veus retrobades, vol. 17, Rafael Martínez Valls, Cançó d'amor i de guerra amb Tana Lluró, Emilio Vendrell, Pablo Gorgé, Josep Llimona, Albert Cosin, reedició en CD del 2000 del disc històric d'Aria Recordings.[9]